# Sayed Mohamed Adnan
Sayed Mohamed Adnan (en árabe: سيد محمد عدنان‎; Malkiya, Baréin; 5 de febrero de 1983) es un futbolista de Baréin que juega en la posición de defensa y que actualmente milita en el Hidd SCC de la Liga Premier de Baréin.

## Carrera

### Club
| Periodo   | Club                    |
| --------- | ----------------------- |
| 2003–2005 | Malkiya Club            |
| 2005–2011 | Al-Khor SC              |
| 2011–2012 | Brisbane Roar           |
| 2012–2013 | Al-Arabi                |
| 2013–2014 | Al-Arabi                |
| 2014–2017 | Hidd SCC                |
| 2016–2017 | → Al-Ahli Doha (cedido) |
| 2017–2018 | Manama Club             |
| 2018–     | Hidd SCC                |

### Selección nacional
Jugó para Baréin en 97 ocasiones de 2002 a 2016 y anotó 11 goles; participó en dos ediciones de la Copa Asiática y en los Juegos Asiáticos de 2006.

## Detención de 2011
Sayed Mohamed Adnan fue arrestado el 5 de abril de 2011 junto a los hermanos Hubail por las autoridades nacionales por ser participante de "protestas ilegales violentas" en contra del gobierno.
Por la interferencia del gobierno en el arresto de 150 deportistas, entrenadores y árbitros que formaron parte de las protestas antigobierno, Baréin estaba bajo amenaza de ser suspendido por FIFA, por lo que el 29 de junio de 2011 que los prisioneros fueron liberados.

## Logros
- Copa Príncipe de la Corona de Catar (1): 2005
- A-League (2): 2011, 2012
- Liga Premier de Baréin (1): 2015-16
- Copa del Rey de Baréin (1): 2015
- Copa FA de Baréin (1): 2015
- Supercopa de Baréin (2): 2015, 2016